# Strijkkwartet nr. 2 (Villa-Lobos)
Heitor Villa-Lobos componeerde zijn Strijkkwartet nr. 2 in 1915; in hetzelfde jaar voltooide hij al zijn eerste strijkkwartet.
Gedurende de Eerste Wereldoorlog kwam een Franse delegatie in Brazilië aan waarbij onder meer de dichter Paul Claudel, maar ook componist Darius Milhaud. Villa-Lobos pikte op die manier een graantje mee van de nieuwe muziekstromingen in de 20e eeuw waaronder de atonaliteit. Alhoewel dus gecomponeerd in hetzelfde jaar is strijkkwartet nr. 1 traditioneel en strijkkwartet nr. 2 modern; het ontbreekt aan een centrale toonsoort. De eerste uitvoering vond plaats in Rio de Janeiro.

## Delen
1. Allegro non troppo
2. Scherzo
3. Andante
4. Allegro deciso – presto – finale

## Bron en discografie
- Uitgave Briljant Classics: Cuarteto Latinomericano
- Uitgave Naxos; Danubius Quartet

Strijkkwartet nr. 1 · Strijkkwartet nr. 2 · Strijkkwartet nr. 3 · Strijkkwartet nr. 4 · Strijkkwartet nr. 5 · Strijkkwartet nr. 6 · Strijkkwartet nr. 7 · Strijkkwartet nr. 8 · Strijkkwartet nr. 9 · Strijkkwartet nr. 10 · Strijkkwartet nr. 11 · Strijkkwartet nr. 12 · Strijkkwartet nr. 13 · Strijkkwartet nr. 14 · Strijkkwartet nr. 15 · Strijkkwartet nr. 16 · Strijkkwartet nr. 17